# Бойс (фільм)
«Бойс» (нім. Beuys) — німецький документальний фільм 207 року про німецького художника і скульптора Йозефа Бойса (1921—1986), поставлений режисером Андресом Фаєлем.
Фільм було відібрано для участі в конкурсній програмі 67-го Берлінського міжнародного кінофестивалю 2017 року. У липні 2017 року фільм брав участь в конкурсній програмі європейських документальних фільмів 8-го Одеського міжнародного кінофестивалю.

## Сюжет
Історія про німецького художника, актора, письменника, скульптора та перформера Йозефа Бойса. Ще свого часу він намагався терпляче пояснити, що «гроші не мають бути товаром» і, усміхаючись, запитував: «Чи хочете ви революцію без сміху?» Бойс володів власним поглядом на мистецтво — ідеї художника, навіть через 30 років після смерті, актуальні й дотепер. Творці фільму задіяли незвичні аудіо- та відеоджерела, створивши таким чином єдину в своєму роді хроніку. «Бойс» — це не кінопортрет в звичному розумінні, це інтимний погляд на людину, її мистецтво та ідеї в світовому мистецтві.

## Нагороди та номінації
| Список нагород та номінацій           | Список нагород та номінацій | Список нагород та номінацій    | Список нагород та номінацій         | Список нагород та номінацій | Список нагород та номінацій |
| Кінопремія                            | Рік                         | Категорія                      | Номінант(и)                         | Результат                   | Дж                          |
| ------------------------------------- | --------------------------- | ------------------------------ | ----------------------------------- | --------------------------- | --------------------------- |
| Берлінський міжнародний кінофестиваль | 18 лютого 2017              | Золотий ведмідь                | Бойс                                | Номінація                   | [ 4 ]                       |
| Одеський міжнародний кінофестиваль    | 2017                        | Найкращий документальний фільм | Бойс                                | Номінація                   | [ 2 ]                       |
| Німецька кінопремія                   | 27.04.2018                  | Найкращий документальний фільм | Бойс                                | Перемога                    | [ 5 ]                       |
| Німецька кінопремія                   | 27.04.2018                  | Найкращий монтаж               | Штефан Крумбігель, Олаф Фойґтлендер | Перемога                    | [ 5 ]                       |